# Georgikon
Das Georgikon war eine ungarische Landwirtschaftsuniversität in Keszthely und ist heute Bestandteil der Pannonia-Universität Veszprém. Der Name ist von den Georgica Vergils abgeleitet.

## Geschichte
Das Georgikon wurde im Jahr 1797 von György Graf Festetics von Tolna gegründet, in einer Zeit, wo tiefgreifende Reformen in der Landwirtschaft des Königreichs Ungarn stattfanden. Es gilt als älteste Agrarhochschule Europas. Das Georgikon verfügte mit einem damaligen Bibliotheksbestand von 80.000 Bänden über die größte Privatbücherei Ungarns. Das Gebäude der Schule wurde 1807 fertiggestellt. In diesem Jahr wurde eine Forst- und Jagdschule angegliedert. Für den praktischen Unterricht wurde ein Meierhof errichtet.
László Festetics, der seit 1819 der Nachfolger Györgys war, förderte ebenfalls das Georgikon. Unter ihm wurde ungarisch zur Unterrichtssprache erklärt.
In dem ursprünglichen Hauptgebäude wurde bis 1848 unterrichtet. Nach der Revolution im Jahr 1848 wurde der Betrieb erst 1865 unter dem Namen Nationale Land- und Forstwirtschafts Hochschule wieder aufgenommen. Im Jahr 1869 wurde der Name kurz auf Nationale Landwirtschaftsschule, aber gleich darauf folgend auf königlich-ungarische Hochschule für Landwirtschaft geändert. 
Im Jahr 1949 wurde der Unterricht für einen Zeitraum von fünf Jahren unterbrochen und wurde erst 1954 als Landwirtschafts-Akademie Keszthely wieder fortgesetzt. 1962 wurde die Institution reorganisiert und zwar als Landwirtschaftsuniversität mit zwei Fakultäten, die ursprüngliche von Keszthely und eine weitere in Mosonmagyaróvár.
Seit dem Jahr 1989 ist die Universität als eigene Fakultät Georgikon-Landwirtschafts-Fakultät Bestandteil der Pannonia-Universität in Veszprém.

## Museum
Das Georgikon-Museum (Georgikon Majormúzeuma) wurde im 1972 im ehemaligen Meierhof, Bercsényi Miklos utca 67, im westlichen Teil der Stadt, zum 175. Gründungsjahr des Georgikons eröffnet. Gezeigt werden historische landwirtschaftliche Geräte des Landes. Das Museum, wie auch die Museen Lajosmizse und Cece ist Bestandteil des Ungarischen Landwirtschaftsmuseums in Budapest.